# Yoshikazu Isoda
Yoshikazu Isoda (礒田 由和 Isoda Yoshikazu?), född 27 maj 1965 i Kyoto prefektur, är en japansk före detta fotbollsspelare.
Isoda började sin karriär 1988 i NKK. 1994 flyttade han till Avispa Fukuoka. Han avslutade karriären 1996.